# Luis Donaldo Colosio

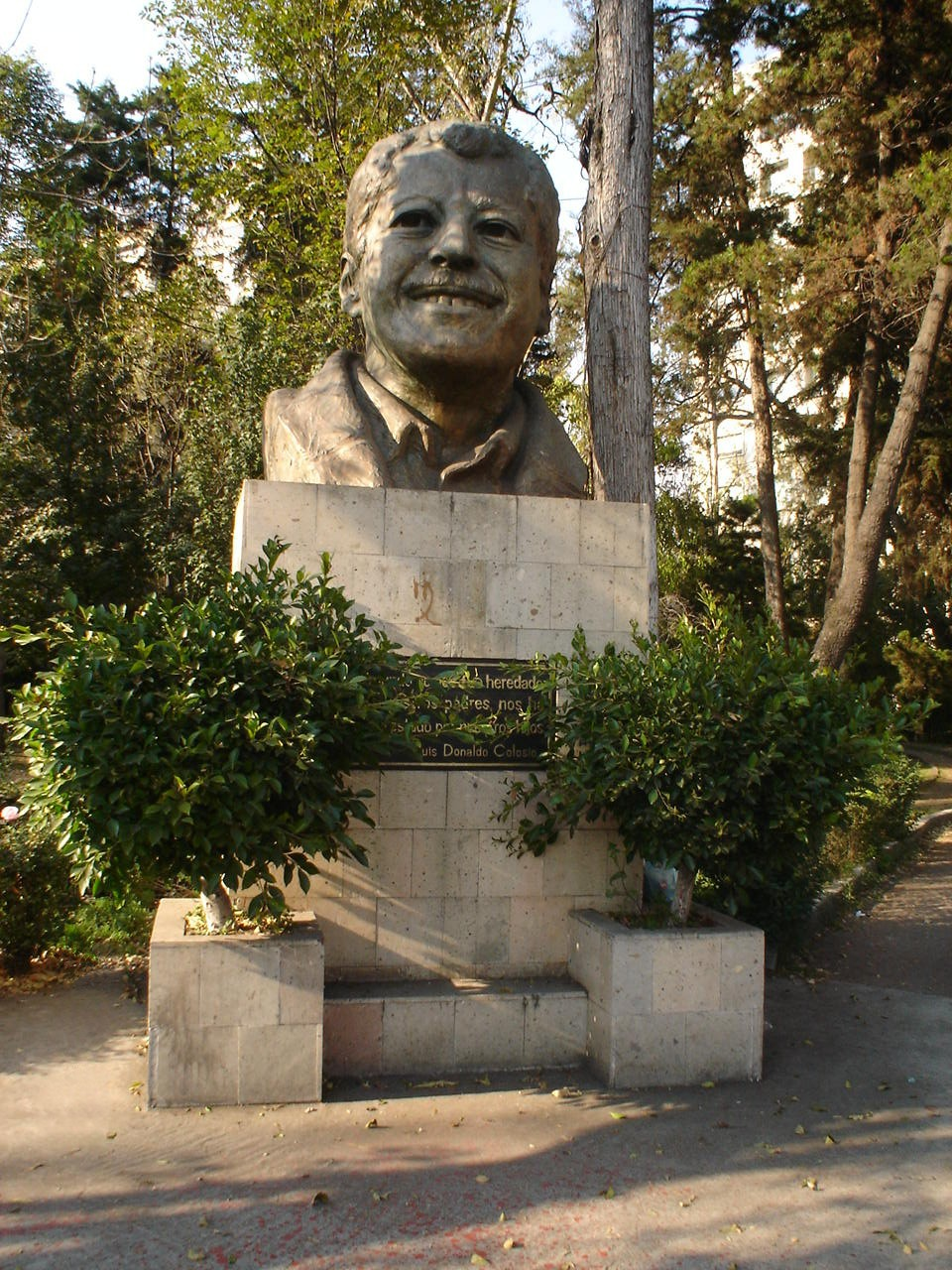
Monument voor Luis Donaldo Colosio in het park Jardín de la República del Líbano in Mexico-stad

Luis Donaldo Colosio Murrieta (Magdalena de Kino, 10 februari 1948 - Tijuana, 23 maart 1994) was een Mexicaans politicus die in 1994 tijdens zijn presidentscampagne werd vermoord.

## Vroege carrière
Colosio was afkomstig uit een familie van Italiaanse afkomst uit de staat Sonora. Hij raakte voor het eerst in de politiek geïnteresseerd toen hij na een wedstrijd op school gewonnen te hebben een reis naar Mexico-Stad mocht maken om daar president Adolfo López Mateos te ontmoeten. Colosio studeerde economie aan het Instituut voor Technologie en Hogere Studies van Monterrey (ITESM) en sloot zich in 1972 aan bij de Institutioneel Revolutionaire Partij (PRI), destijds praktisch de enige partij in Mexico. Colosio deed vervolgstudies in Oostenrijk en Pennsylvania maar keerde in 1979 terug naar Mexico om in het ministerie van planning en budget te werken.
Colosio werd in 1985 in de Kamer van Afgevaardigden gekozen. Hij was in 1988 campagneleider bij de presidentscampagne van Carlos Salinas en werd in dat jaar zelf gekozen tot senator. Sinds 1987 had hij zitting in het uitvoerend bestuur van de PRI en in 1988 werd hij partijvoorzitter, een functie die hij behield tot 1992 toen hij door president Salinas tot minister van sociale ontwikkeling werd benoemd. In 1993 werd hij door Salinas tot presidentskandidaat voor de PRI voor de verkiezingen van 1994 benoemd.

## Campagne
Door de machtspositie van de PRI betekende de presidentskandidatuur voor die partij altijd de overwinning in Mexico, maar desalniettemin poogden de PRI-kandidaten het ondemocratische karakter van deze zogenaamde dedazo wat te verhullen door wel een actieve presidentscampagne te voeren. Desalniettemin kwam Colosio's campagne niet goed op gang, zeker toen de opstand van het Zapatistisch Nationaal Bevrijdingsleger (EZLN) op 1 januari 1994 een groot deel van de aandacht opslokte. Veel aandacht ging naar onderhandelaar Manuel Camacho, en er gingen zelfs geruchten dat Camacho Colosio zou vervangen als kandidaat. Naarmate de verkiezingen naderden werd Colosio echter zichtbaarder. Ook zette hij zich af tegen de zittende generatie politici van de PRI; hij bekritiseerde de corruptie en de zelfzuchtigheid van de elite in Mexico en zei dat Mexico ondanks de vooruitgang die was geboekt nog altijd een derdewereldland was.

## Moord
Op 23 maart van dat jaar werd hij terwijl hij voor zijn campagne in Lomas Taurinas, een arme wijk in Tijuana was, in zijn hoofd geschoten. Hij werd nog naar het ziekenhuis gebracht, maar een paar uur later werd hij doodverklaard. De schutter, Mario Aburto, werd ter plaatse gearresteerd. Aburto zei alleen te hebben gehandeld, maar al snel begonnen allerlei theorieën de ronde te doen. Zo was Aburto geschoren, gewassen en had hij een gevangeniskapsel gekregen voordat zijn foto's in de media werden vertoond. Velen herkenden de schutter niet in deze foto's. Bovendien geloofden velen niet dat één schutter hem van dichtbij drie keer in zijn hoofd kon schieten. De zaak werd verschillende keren overgedaan, en de verschillende uitkomsten spraken elkaar vaak tegen. Beschuldigingen werden geuit in de richting van Camacho, het Tijuanakartel en Carlos Salinas. De beschuldigingen tegen Salinas zijn het hardnekkigst gebleven, zeker nadat in 1995 zijn broer Raúl Salinas voor medeplichtigheid aan de moord werd gearresteerd.
In september van 1994 werd ook de secretaris-generaal van de PRI, Jose Ruiz Massieu, vermoord, wat de samenzweringstheorieën alleen nog maar meer voedsel gaf. Als vervanger van Colosio werd Ernesto Zedillo tot presidentskandidaat benoemd. Zedillo won de verkiezingen en werd op 1 december president van Mexico.